# Завіша (Бидгощ)
«Завіша Бидгощ» (пол. Zawisza Bydgoszcz) — професіональний польський футбольний клуб з міста Бидгоща.

## Історія
Колишні назви:
- 05.1946: ВКС Завіша Кошалін (пол. WKS [Wojskowy Klub Sportowy] Zawisza Koszalin)
- 1947: ВКС Завіша Бидгощ (пол. WKS Zawisza Bydgoszcz)
- 12.03.2003: СП Завіша Бидгощ (пол. SP [Stowarzyszenie Piłkarskie] Zawisza Bydgoszcz)
- 02.07.2009: ВКС Завіша Бидгощ СА (пол. WKS Zawisza Bydgoszcz SA [Spółka Akcyjna])

У травні 1946 року був організований військовий футбольний клуб, який отримав назву «Завіша Кошалін». У Кошаліні спочатку знаходилася резиденція командування II військового округу. Клуб назвався на честь відомого польського лицаря Завіши Чорного з Гарбово. До кінця 1946 команда проводила тільки товариські матчі. Потім військове командування округу було переведено до Бидгоща, а разом з ним і клуб. У 1947 році команда стартувала у класі Б, а у 1952 вже дійшла до ІІ ліги. У 1961 році дебютувала в І лізі. Однак не змогла утриматися в ній і по сезоні спала до ІІ ліги, а потім і до ІІІ ліги. У 1963 році повернулася до ІІ ліги, а у 1964 до І ліги. У 1967 році знову спала до ІІ ліги, а повернулася до І ліги тільки у 1978. По сезоні знову не втрималася в ній. Потім виступала ще у І лізі два сезони у 1979-1981 і 5 сезонів у 1989-1994. До 1998 року клуб змагався у ІІ лізі, а потім балансував поміж ІІІ і V лігами. 12 березня 2003 року було організовано футбольне товариство «СП Завіша Бидгощ», яке перейняло футбольний клуб від військових. 21 лютого 2006 року друголігова команда «Куявяк/Гідробудова Влоцлавек» переїхала з Влоцлавка до Бидгоща і змінила назву на «Завіша Бидгощ СА». Навесні «Завіша Бидгощ СА» грала у другій лізі, тоді як «СП Завіша Бидгощ» продовжувала виступати у IV лізі. 
1 лютого 2007 року керівництво клубу оголосило про рішення зняти команду «Завіша Бидгощ СА» з участі у другому колі сезону 2006/2007. За словами керівництва, причиною такого рішення була "погана атмосфера навколо польського футболу". Все це було пов'язано з корупційним скандалом в польському футболі. За уставлення результатів матчів клубові загрожувало суворе покарання, навіть деградація до нижчої ліги і значні штрафи, тому клуб вирішив самоліквідуватися. 
У 2008 році команда «СП Завіша Бидгощ», яка історично продовжувала традиції ВКС, повернулася до ІІ ліги. 2 липня 2009 року після того, як створено нову спілку акційну поміж товариством і міською владою клуб був перейменований на «ВКС Завіша Бидгощ СА». Літом 2011 році команда здобула путівку до І ліги.

## Титули та досягнення
- Чемпіонат Польщі:
  - 4 місце (1): 1990
- Кубок Польщі:
  - півфіналіст (1): 1991
  - володар (1): 2014
- Суперкубок Польщі:
  - володар (1): 2014

Участь у євротурнірах:
- Кубок Інтертото:
  - груповий етап: 1993

## Поточний склад
На 17 лютого 2016 року (за даними офіційного сайту футбольного клубу Завіша (Бидгощ)

## Стадіон

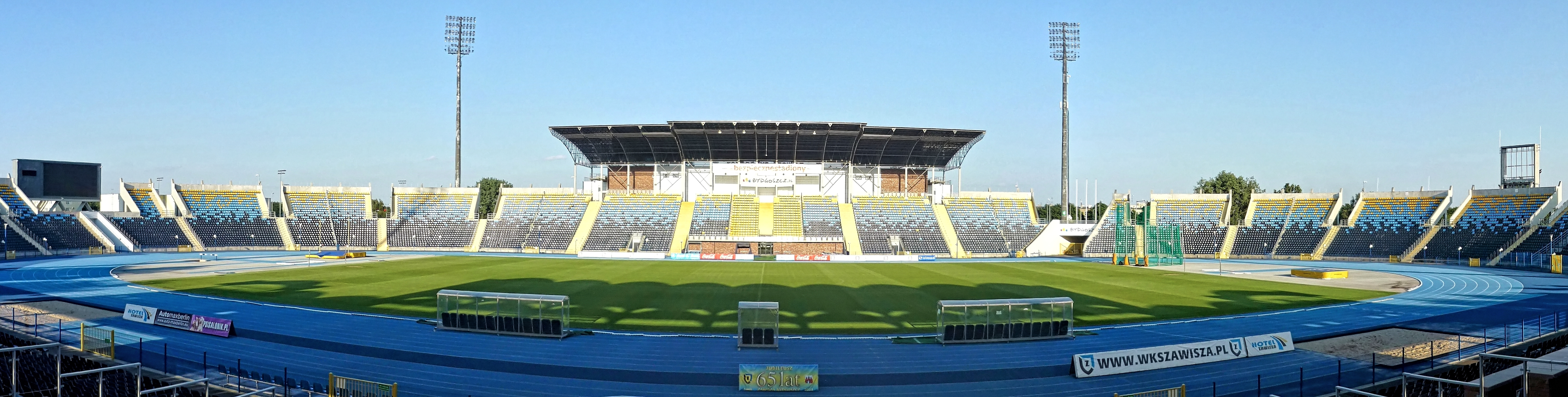
Стадіон імені Здзіслава Кшишковяка у Бидгощі